# Дариу-Мейра
Дариу-Мейра (порт. Dário Meira)  —  муниципалитет в Бразилии, входит в штат Баия. Составная часть мезорегиона Юго-центральная часть штата Баия. Входит в экономико-статистический микрорегион Витория-да-Конкиста. Население составляет 16 473 человека на 2006 год. Занимает площадь 400,330 км². Плотность населения — 41,1 чел./км².

## Статистика
- Валовой внутренний продукт на 2003 год составляет 34 174 978,00 реалов (данные: Бразильский институт географии и статистики).
- Валовой внутренний продукт на душу населения на 2003 год составляет 2149,64 реалов (данные: Бразильский институт географии и статистики).
- Индекс развития человеческого потенциала на 2000 год составляет 0,549 (данные: Программа развития ООН).